# ФК Росарио Сентрал
Rosario Central je argentinski fudbalski klub sa sedištem u gradu Rosario, u pokrajini Santa Fe. Osnovan je 24. decembra 1889. godine, što ga čini jednim od najstarijih i najtradicionalnijih klubova u Argentini.
1. ↑  „Club Atlético Rosario Central”. Rosario Central (на језику: шпански). Приступљено 2025-08-12.